# Anello

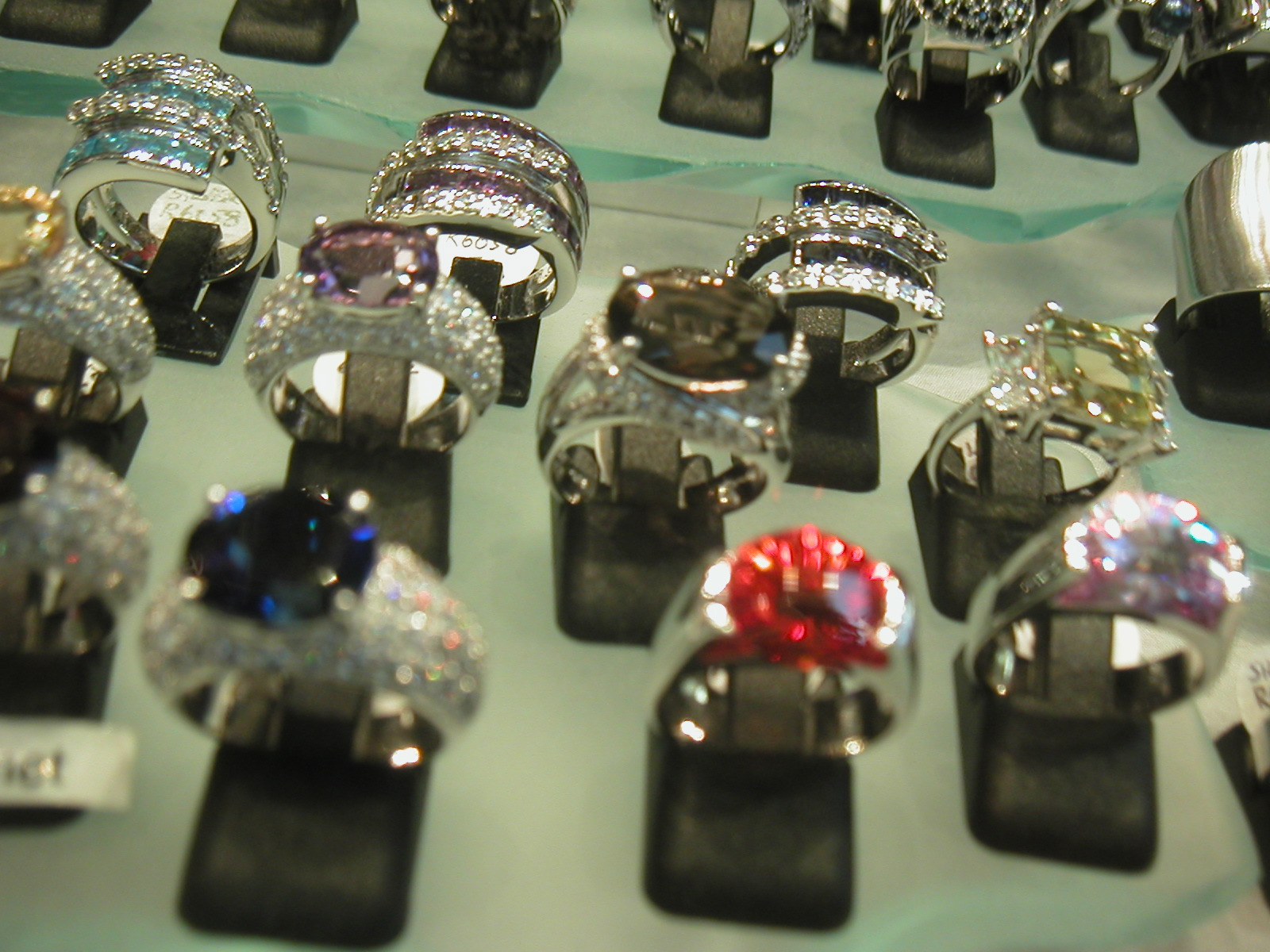
Anelli in una vetrina di gioielleria

Un anello è una fascia di metallo o di altri materiali indossata su un dito della mano (o più raramente del piede), principalmente in qualità di ornamento. Talvolta può anche avere un significato simbolico, come ad esempio nel caso della fede nuziale.
Indossati indifferentemente da uomini e donne, gli anelli possono essere realizzati in metallo, plastica, legno, osso, vetro o altri materiali. Possono includere, incastonate nel materiale principale, pietre preziose o piccole opere d'arte in smalto o altri materiali.
Gli anelli possono essere indossati su qualunque dito anche se nella cultura occidentale prevale l'uso dell'anulare, soprattutto nel caso della fede nuziale o dell'anello di fidanzamento. In quest'ultimo caso, in particolare, l'anello è indossato sull'anulare della mano sinistra.

## Tipi di anello
Tra i tipi di anello, ricordiamo l'anello di fidanzamento e la fede nuziale: originariamente indossati solo dalle donne, ormai vengono spesso indossati da entrambi i fidanzati (o coniugi). Nella Chiesa Cattolica, l'anello del pescatore è una delle insegne del papa, mentre l'anello episcopale è una delle insegne dei vescovi.
In America del Nord i vincitori di un campionato sportivo (per esempio l'NBA) sono premiati con un anello, e il termine viene utilizzato con lo stesso significato che il termine scudetto ha nel calcio in Italia.

## Storia e valore simbolico

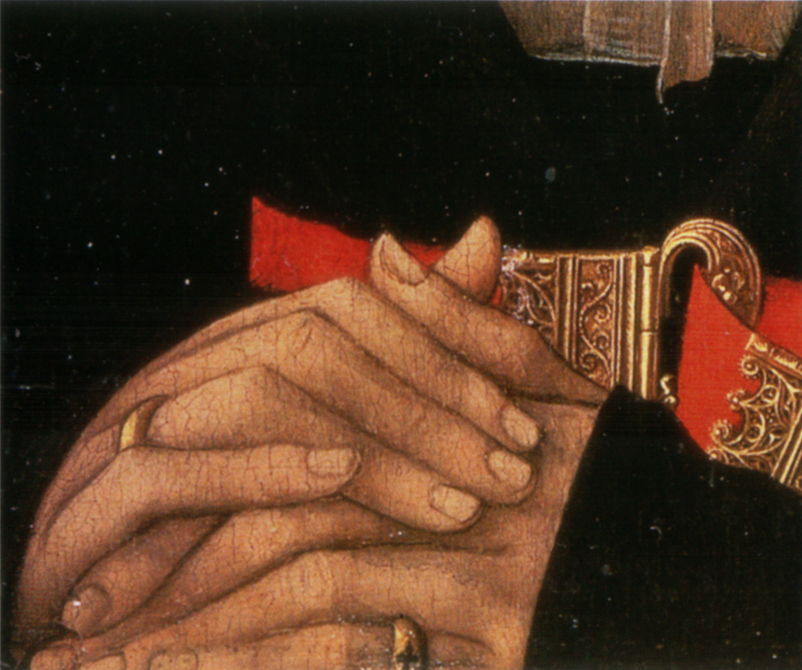
Rogier van der Weyden, Ritratto di giovane donna, dettaglio delle mani con anelli

L'origine dell'anello è molto antica e risale all'età del bronzo, e già nella civiltà cretese-micenea divenne un oggetto prezioso e lavorato con accuratezza. Intorno al 1800 a.C. si diffuse l'uso dell'anello-sigillo di derivazione mesopotamica, come forma di sigillo per documenti, da cui deriverebbe il significato simbolico di autorità e autorevolezza che conservano ancora oggi quelli indossati da alti prelati. E nell'Antico Testamento (Genesi 41, 41-42) un anello sanciva il passaggio ufficiale di potere: "Il Faraone si tolse di mano l'anello e lo porse sulla mano di Giuseppe".
La sua forma circolare che ricorda l'Uroboro lo fa identificare come simbolo di eternità. Nell'antica Roma il diritto di adornarsi con anelli di ferro era inizialmente concesso ai soli sacerdoti di Giove: con il passare del tempo, però, tale onore venne esteso anche a cavalieri e senatori che però utilizzavano anelli d'oro (anulum aureum). Nell'antica Roma si sancivano le unioni sentimentali con l'anello. L'anulus pronubus era utilizzato per i fidanzamenti, il cingulum (o vinculum) era invece l'anello nuziale da infilare nell'anulare sinistro.
Fin dall'epoca romana venne utilizzato nei fidanzamenti e nei matrimoni come augurio di stabilità, col nome di vinculum e anulus pronubus, significato che si conservò intatto anche nelle epoche successive. Lo stesso valore di stabilità e di onore viene attribuito agli anelli utilizzati in araldica. Spezzare un anello, di conseguenza, ha il valore simbolico della rottura di un qualche giuramento o di preannuncio di disgrazia.
In un senso più limitato, l'anello è anche il simbolo della vita materiale e terrena, per questo ad esempio l'anello del pescatore del pontefice, a partire dall'introduzione di Clemente IV nel 1265, viene rotto alla sua morte, e un tempo alla morte di un congiunto, si usava sfilare gli anelli per permettere il suo distacco dalla terra. L'identificazione tra anello e vita si ritrova anche nell'antica usanza cartaginese di consegnare ai loro comandanti tanti anelli quante erano le vittime inflitte al nemico.
Agli anelli, soprattutto se dotati di pietre preziose, si assegnavano virtù terapeutiche, poteri di protezione contro le malattie o al contrario maledizioni. Nelle leggende popolari e nelle favole, gli anelli forniscono poteri occulti e spesso soprannaturali a chi li porta. Le saghe fantasy spesso includono anelli magici; ricordiamo in particolare l'Unico Anello all'interno de Il Signore degli Anelli.

## Taglie anelli
Sul web, ad esempio nei negozi di gioielleria, sono disponibili le tabelle che riportano le misure convenzionali (nazionali e straniere) degli anelli. Esistono anche delle sagome digitali (da stampare sul carta perché il monitor altera le dimensioni reali) da usare come calibro per la circonferenza ricorrendo ad un anello campione che si indossa comodamente. In Italia sono espresse con due valori numerici: quella nazionale e tra parentesi quella europea. I valori numerici variano da 1 a 33 e ciascun valore è in riferimento ad un preciso diametro interno in mm (e, di conseguenza, circonferenza interna in mm). La formula che lega il valore numerico della scala con la geometria dell'anello è misura = (diametro x 3,14) – 40. Tra due misure consecutive la differenza è di 1 mm sulla circonferenza ovvero circa 3 decimi di mm sul diametro. Quindi nel dubbio sempre meglio la misura superiore (è molto più facile stringere un anello che allargarlo).
Lo spessore dell'anello consente poi di determinare il diametro e la circonferenza esterni. La misura della circonferenza del dito va sempre presa alla nocca (questa misura corrisponde quindi alla circonferenza interna dell'anello) onde evitare che l'anello non si riesca più a sfilare facilmente, tenuto conto che il dito tende a gonfiarsi naturalmente con il caldo o con il passare del giorno. 
Le misure (in scala italiana) più diffuse oscillano da 8 a 14 per la donna e da 17 a 25 per l'uomo. Ad esempio il valore 15 (17,5 mm di diametro e 55,0 mm di circonferenza) corrisponde al valore 55 europeo, quindi nelle etichetta si può trovare come 15 (55).

## Galleria d'immagini

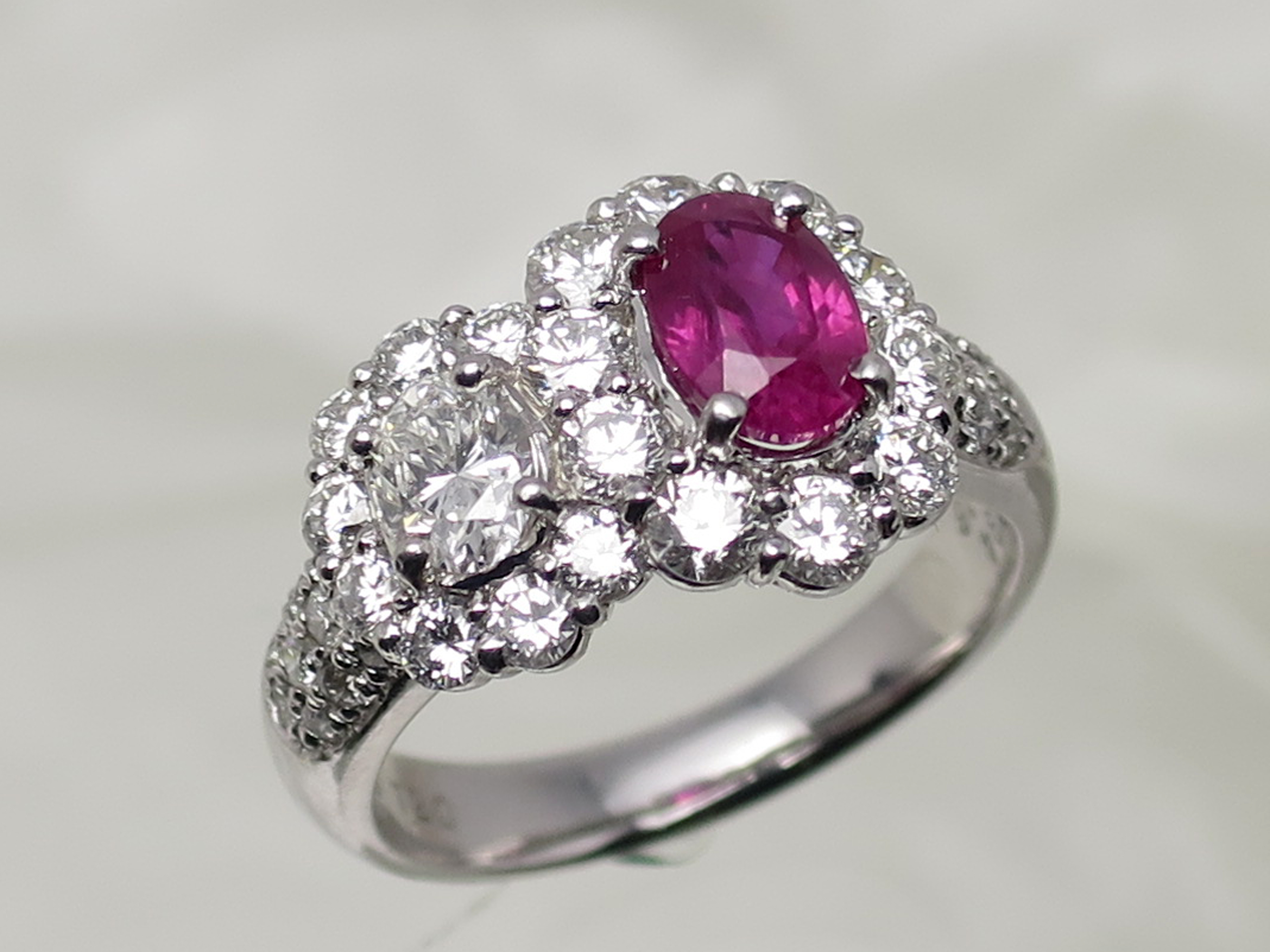
Anello di rubino
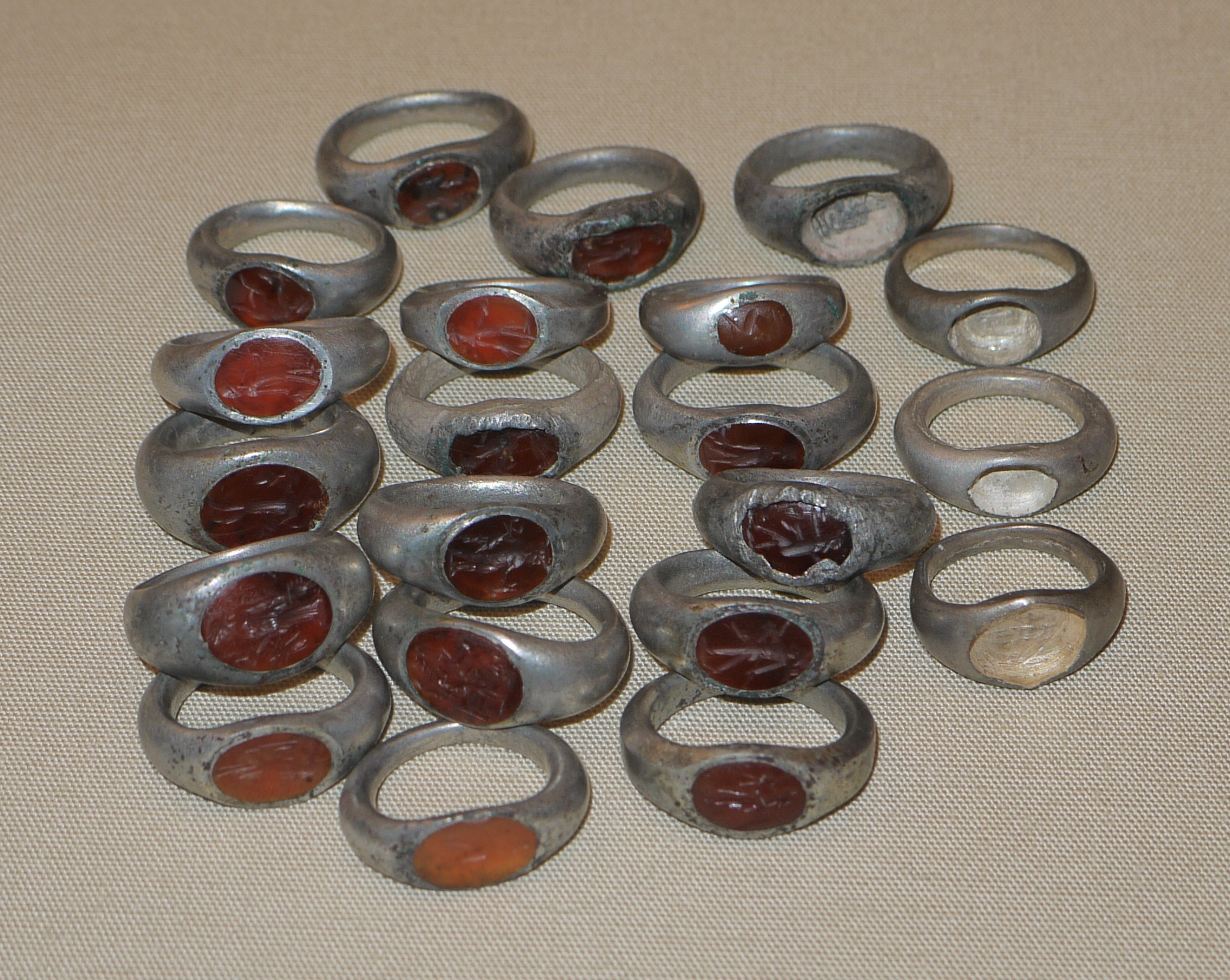
Anelli Henig II dal Snettisham Jeweller's Hoard, una collezione di gioielli e materie prime romano-britanniche, rinvenuti durante la costruzione di una casa nel villaggio di Snettisham nel Norfolk nel 1985.
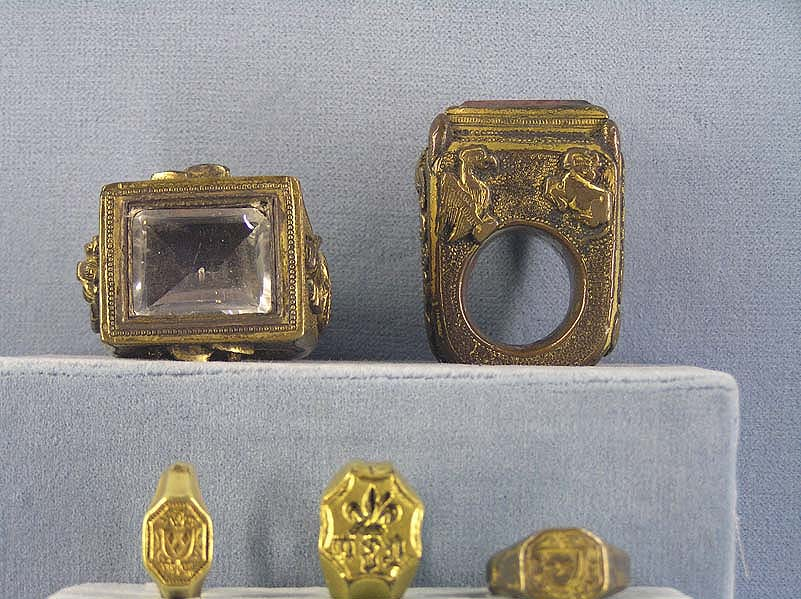
Anelli episcopali per vescovi e arcivescovi - Musée national du Moyen Âge, hôtel de Cluny, Parigi
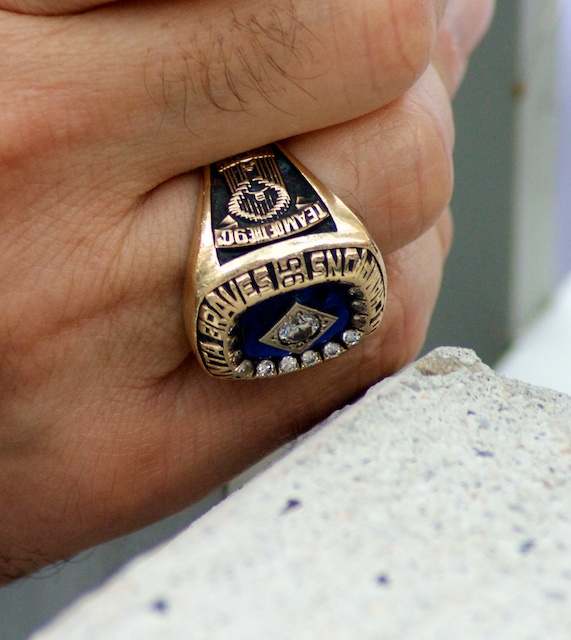
L'anello delle World Series di Stan Katsen
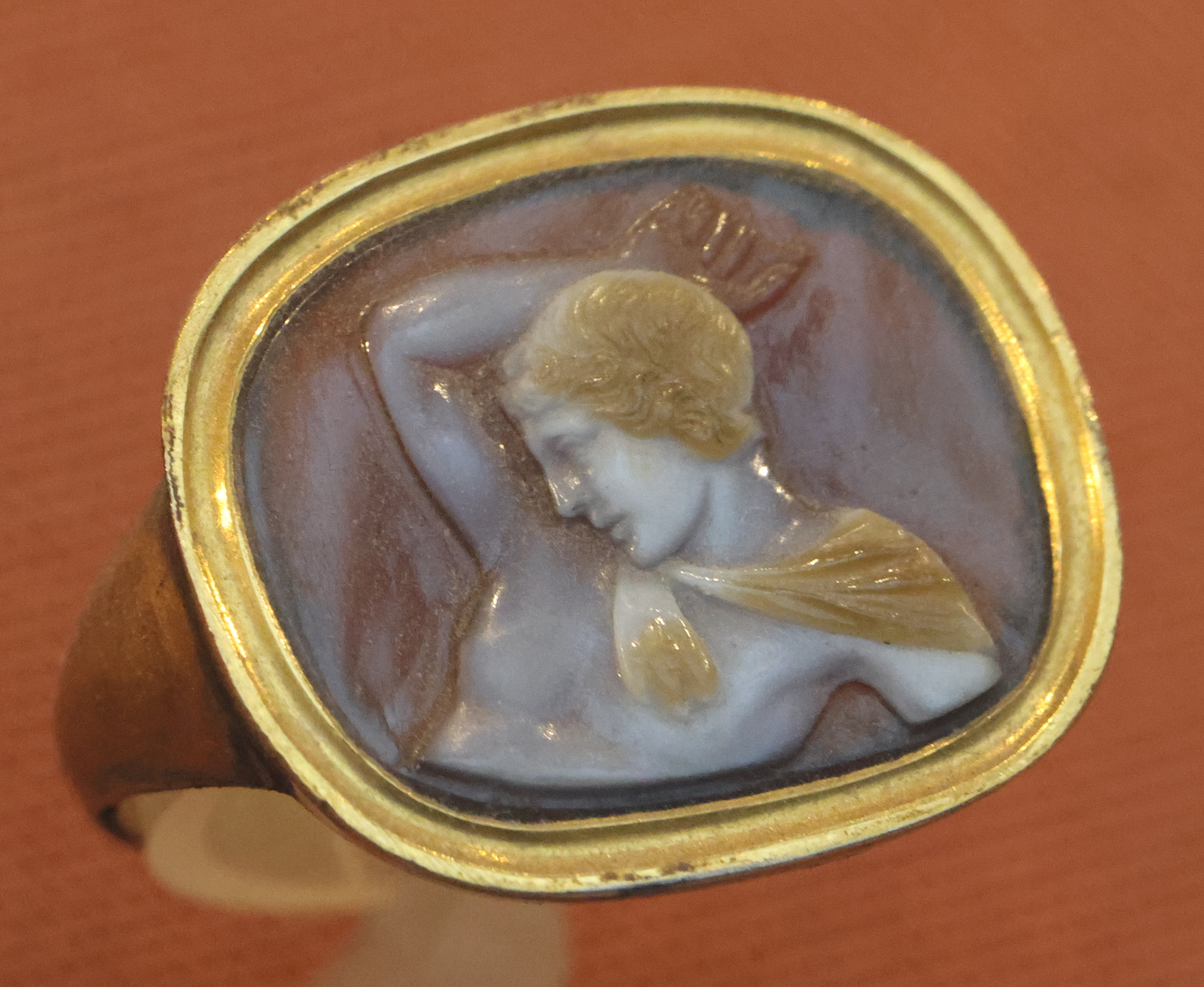
Foto di un anello Cammeo
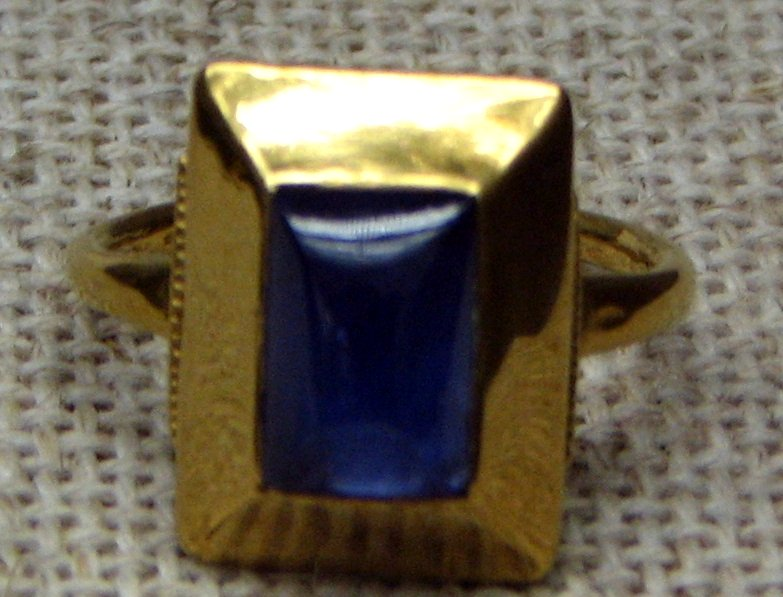
Anello dell'arcivescovo Albero von Montreuil
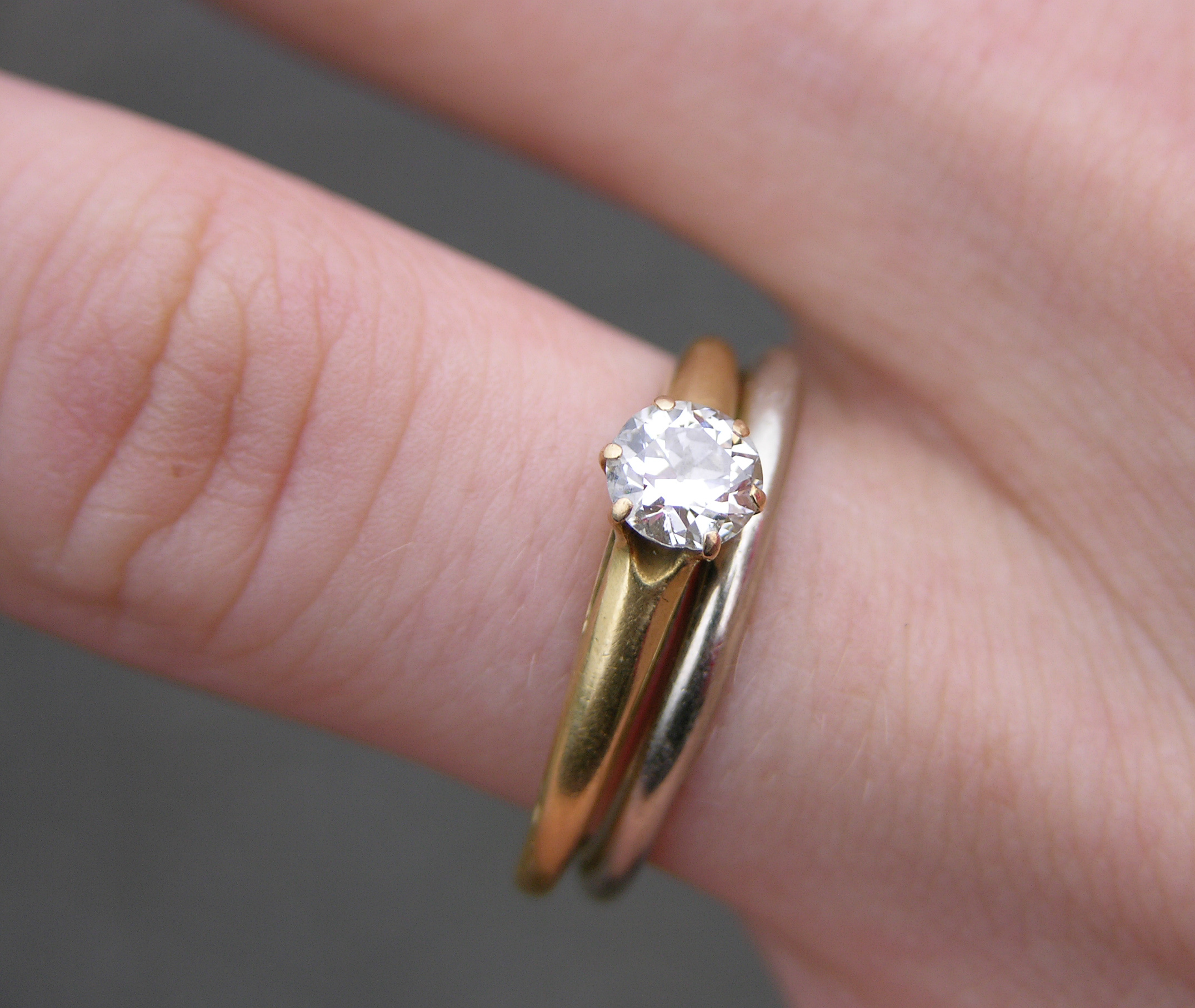
Una fede nuziale in oro bianco e un anello di fidanzamento con fascia in oro con diamante singolo e montatura Tiffany a sei griffe
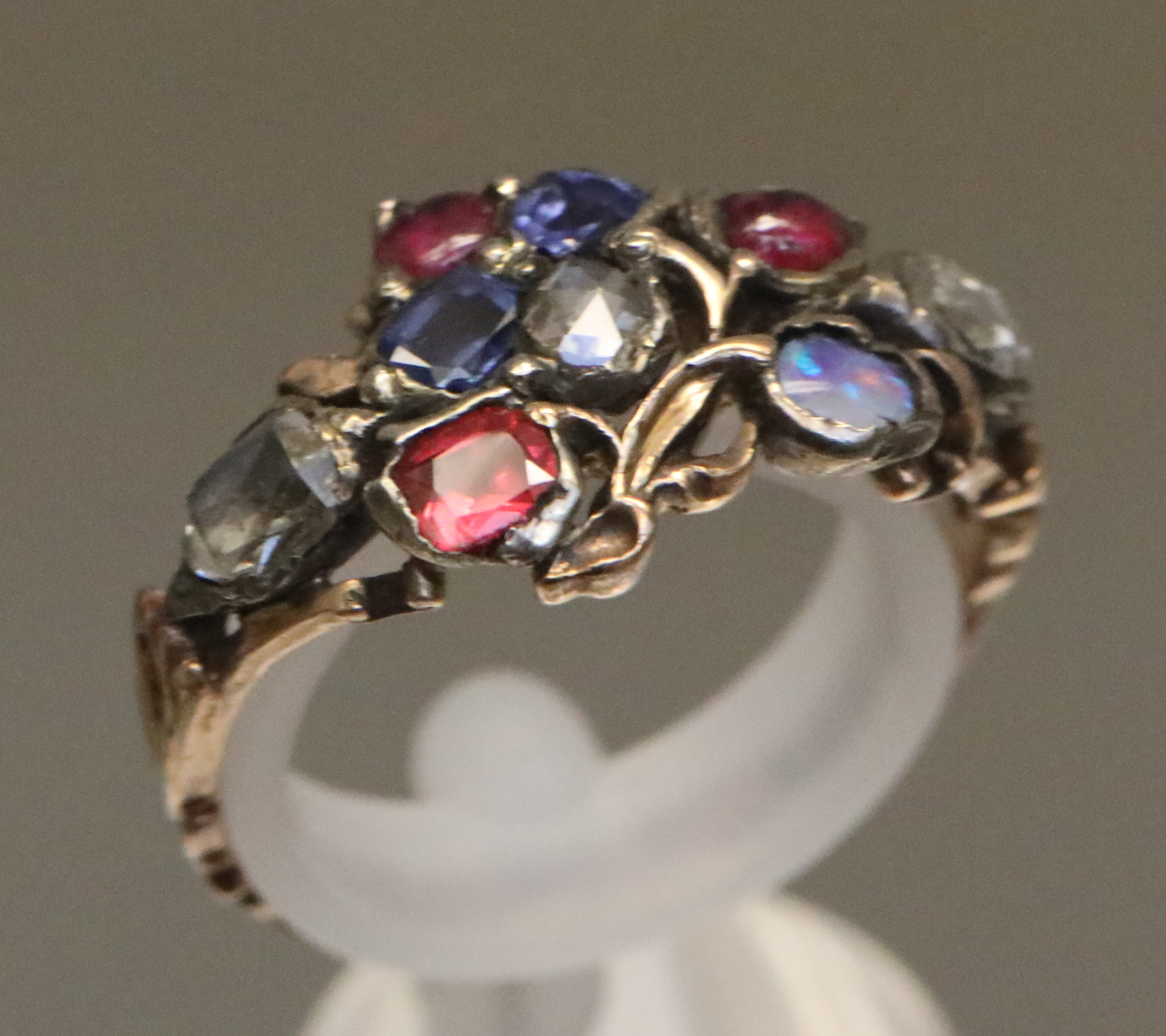
Foto di un anello Giardinetti